# Rivière du Coin
La rivière du Coin est un cours d'eau de Basse-Terre en Guadeloupe se jetant dans la mer des Caraïbes.

## Géographie
Longue de 6,9 km, la rivière du Coin prend sa source à environ 55 m d'altitude au lieu-dit de Bragelone à la limite des territoires de Petit-Bourg et Baie-Mahault. Elle est alimentée sur son cours par les eaux de ruissellement de différentes petites ravines pour se jeter dans le Petit Cul-de-sac marin, en mer des Caraïbes au nord de la localité d'Arnouville.
Elle marque sur l'ensemble de son cours la limite territoriale entre les communes de Petit-Bourg – sur sa rive droite – et de Baie-Mahault – sur sa rive gauche –.